# (19395) Barrera
(19395) Barrera est un astéroïde de la ceinture principale.

## Description
(19395) Barrera est un astéroïde de la ceinture principale. Il fut découvert le 2 mars 1998 à Caussols par le projet ODAS. Il présente une orbite caractérisée par un demi-grand axe de 2,26 UA, une excentricité de 0,08 et une inclinaison de 2,8° par rapport à l'écliptique.

## Compléments